# Калегина, Валентина Васильевна
Валентина Васильевна Калегина (в девичестве Камнева; 23 декабря 1928, Ленинград — 14 мая 2009, Санкт-Петербург) — советская спортсменка, советский и российский тренер по академической гребле. Заслуженный мастер спорта СССР (1962). Заслуженный тренер СССР (1986).

## Биография
Родилась 23 декабря 1928 года в Ленинграде. Выступала за спортивные общества «Спартак» и «Динамо», тренировалась под руководством К. К. Птицына и К. Б. Путырского.
Чемпионка СССР по академической гребле в двойке парной (1950, 1951, 1957, 1958, 1962). Чемпионка Европы в двойке парной (1957, 1958, 1961, 1962) и четвёрке парной (1959). 
После окончания выступлений перешла на тренерскую работу. С 1963 по 2003 год тренировала в ВФСО «Динамо». С 1978 года также работала в ленинградском училище олимпийского резерва. Подготовила несколько спортсменок международного уровня, среди которых призёры чемпионатов Европы Вера Фёдорова и Людмила Парфёнова, призёр чемпионатов мира Марина Жукова, а также призёр Олимпийских игр Елена Матиевская.
Была удостоена званий Заслуженного тренера РСФСР (1979) и СССР (1986), Заслуженного работника физической культуры РСФСР.
Умерла 14 мая 2009 года. Похоронена на Северном кладбище Санкт-Петербурга.